# Habitatges al carrer d'Àngel Guimerà, 3-7 (Premià de Mar)
Els Habitatges al carrer d'Àngel Guimerà, 3-7 és una obra de Premià de Mar (Maresme) protegida com a Bé Cultural d'Interès Local.

## Descripció
Es tracta d'una casa de cos que representa la tipologia clàssica dels inicis d'aquestes construccions, amb poca alçada i obertures reduïdes.
La coberta és de teula àrab amb inclinació entre el 25% i el 30%.
La façana a carrer té un esquema mínim però ben ordenat. A la planta hi ha la porta i una finestra, a la planta baixa només una finestra.